# Пудун (аэропорт)

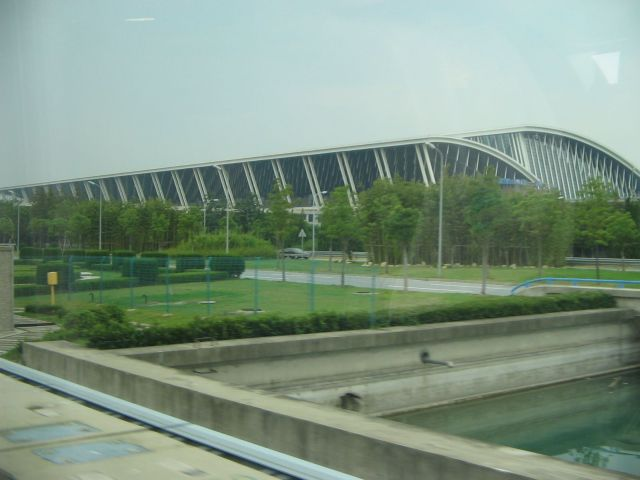
Экстерьер Терминала 1 из окна маглева, сентябрь 2004 г.

Междунаро́дный аэропо́рт Пуду́н (кит. трад. 浦東國際機場, упр. 浦东国际机场, пиньинь Pǔdōng Guójì Jīchǎng, палл. Пудун Гоцзи Цзичан) — аэропорт Шанхая (Китай), расположен в восточной части района Пудун.
У аэропорта два главных пассажирских терминала, окружённых с обеих сторон тремя параллельными взлётно-посадочными полосами. По генеральному плану аэропорта предусмотрено здание третьего пассажирского терминала, терминала-сателлита и двух дополнительных взлётно-посадочных полос к 2015 году, которые позволят повысить пропускную способность с 60 млн пассажиров ежегодно сегодня до 80 млн, а также 6 млн тонн грузов. В 2002 г. германская компания «Transrapid», специализирующаяся на строительстве линий поездов на магнитном подвесе, построила первую в мире пассажирскую трассу этого вида транспорта, соединившую международный аэропорт Пудун и станцию метро Лунъянлу. Поезда на линии развивают скорость 430 км/ч, преодолевая расстояние 30 км за 7 минут 20 секунд. Аэропорт открыт круглосуточно, что нехарактерно для китайских аэропортов.
Аэропорт является главным хабом для China Eastern Airlines и Shanghai Airlines, а также главным международным хабом для Air China. В 2007 через аэропорт прошло 28,92 млн пассажиров, что на 45 % выше пропускной способности Терминала 1 (20 млн.), который был единственным функционирующим терминалом в этот период, в результате чего аэропорт стал третьим по загруженности аэропортом Китая. При этом Пудун перевозит больше международных пассажиров, чем Международный аэропорт Пекин Столичный, занимая по этому показателю 29 место в мире и 2-е в Китае, в 2007 году этот показатель составил 17,518,790 международных пассажиров, на 9,0 % больше, чем в предыдущем году. Ежегодно аэропорт принимает 60 млн пассажиров. Кроме того, Пудун является крупным хабом для грузоперевозок, в 2007 году было перевезено 2,494,808 тонн груза, что является 5-м показателем в мире. Грузовой трафик в 2007 вырос на 15,5 %, а с окончанием строительства двух дополнительных взлетно-посадочных полос предполагается увеличить пассажиропоток до 80 млн человек в год, а также перевозить до 6 млн тонн грузов.

## История

### Первые годы

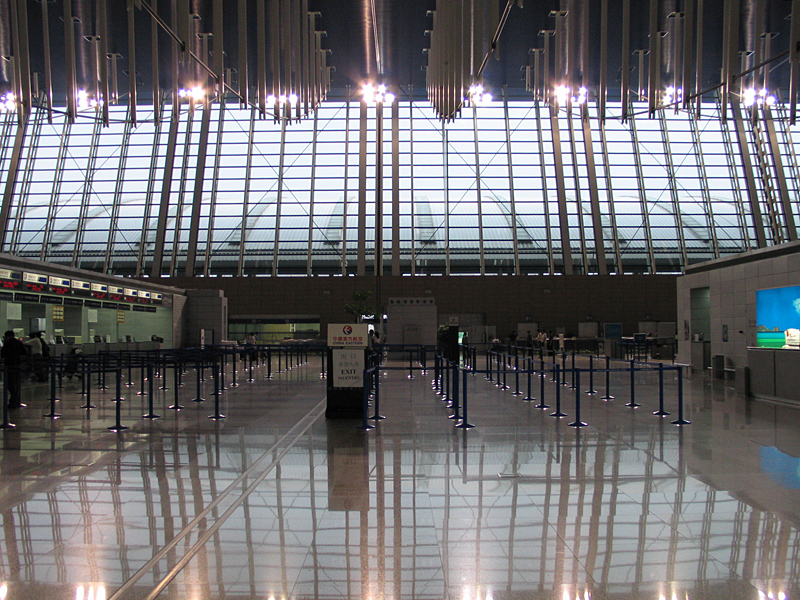
Интерьер Терминала 1 аэропорта Пудун

До начала работы Международного Аэропорта Пудун главным аэропортом Шанхая был Международный аэропорт Шанхай Хунцяо. В 1990-е расширение Хунцяо стало невозможно, так как окрестности аэропорта были уже заняты городской застройкой. В результате правительство должно было искать альтернативу аэропорту Хунцяо для того, чтобы принимать все его международные рейсы. Подходящий участок был выделен на побережье Пудуна, развивающегося района к востоку от Шанхая. Для строительства аэропорта был привлечён грант 40 млрд иен (около 400 млн долларов США) от Японии.
Спроектированный архитектором Полем Андрё, аэропорт был открыт 1 октября 1999 года, после чего все международные рейсы аэропорта Хунцяо, а также региональные рейсы на Гонконг и Макао перешли к нему. Первая стадия строительства аэропорта началась в октябре 1997 и заняла два года, величина инвестиций составила 12 млрд юаней (1.67 млрд долл. США). Аэропорт, находящийся на расстоянии 30 км от центра города Шанхай, занял площадь 40 км². На первом этапе проекта была построена одна взлётно-посадочная полоса по категории 4E (4000мх60м), две параллельные рулёжные дорожки, перрон площадью 800 000 м², 76 стоянок для самолётов и грузовой склад площадью 50,000 м².
Вторая взлётно-посадочная полоса была открыта 17 марта 2005 года, третья начнёт эксплуатироваться в 2008, строительство четвёртой взлётно-посадочной полосы на данный момент на стадии планирования. Строительство второго терминала на данный момент завершено, он был открыт 26 марта 2008 года. Строительство третьего терминала в настоящее время только планируется. Генеральный план предусматривает строительство трёх терминалов, двух залов-сателлитов и пяти параллельных взлётно-посадочных полос, в итоге пропускная способность аэропорта должна составить 100 млн пассажиров в год.
Международные рейсы в аэропорту Хунцяо возобновились в октябре 2007, это были рейсы в Токио-Ханеда, а в ноябре 2007 начались рейсы в Международный аэропорт Кимпхо в Сеуле. Их целью стало создание более комфортных условий для бизнес-пассажиров, так как рейсы в Ханеда и Гимпо были наиболее популярными рейсами аэропорта в течение многих лет. Кроме того, Хунцяо, Ханеда и Гимпо находятся намного ближе к станциям метрополитена, чем их более новые, но находящиеся на большом расстоянии международные аэропорты Пудун, Нарита и Инчхон.

### Развитие
В 2004 аэропорт обслуживал почти с 500 рейсов в день, перевозя более чем 21 млн пассажиров в год в и из самого населенного города Китая. Международный аэропорт Шанхай Пудун является шестым по загружености аэропортом мира и 29-м по перевозкам международных пассажиров.
Международный аэропорт Шанхай Пудун испытывает постоянное увеличение оборотов. В 2002—2003 его грузооборот почти удвоился; рост составил 87,3 % в этот период. В 2002—2006 аэропорт поднялся с 26-го до 6-го места по грузообороту, его грузооборот с 2002 утроился. Ожидается, что UPS и DHL в ближайшие годы откроют свои центры по переработке грузов, в этом случае Пудун станет первым аэропортом, который имеет два международных грузовых специальных центра.
Пудун в пиковое время обслуживает большое количество взлётов-посадок, поэтому возникает необходимость их размещать на перроне из-за нехватки стоянок. Решение этой проблемы ожидается в результате второй стадии строительства (которая включает 2-й терминал, третью взлётно-посадочную полосу и грузовой терминал и должна закончиться перед Олимпийскими играми 2008 года)SHANGHAI AIRPORT AUTHORITY. Терминал 2, расположенный позади Терминала 1, был открыт 26 марта 2008 года (в тот же самый день, когда состоялось официальное открытие Терминала 3 в Пекинском Столичном аэропорту), увеличив пропускную способность аэропорта на 40 млн пассажиров в год. После завершения второго этапа строительства пропускная способность аэропорта Пудун составляет 60 млн пассажиров и 4.2 тонн груза ежегодно. В дальнейшем будет построен центр транспортировки пассажиров между Терминалами 1 и 2.
Shanghai Airlines перевели свои операции в Терминал 2 сразу после его открытия 26 марта 2008 года, их примеру последовали ещё 14 авиакомпаний, в том числе Air India, Qatar Airways, British Airways, Qantas Airways, Virgin Atlantic Airways, Philippine Airlines, Malaysia Airlines, Cebu Pacific, Garuda Indonesia и Royal Nepal Airlines. С 29 апреля 2008 года за ними последовали авиакомпании Star Alliance и их партнёры Air Canada, Air China, Air New Zealand, ANA, Asiana Airlines, Lufthansa, Singapore Airlines, Thai Airways и United Airlines а также ряд других авиакомпаний.
Амбициозные планы дальнейшего развития включают строительство дополнительно четвёртой и пятой взлётно-посадочных полос, терминала-сателлита, который по размеру превысит оба существующих терминала, а также дополнительных грузовых терминалов. Земля для пятой взлётно-посадочной полосы и некоторых грузовых терминалов на данный момент зарезервирована. Существующая программа развития рассчитана до 2015 года, в результате чего Пудун станет одним из крупнейших аэропортов мира.
China Southern Airlines объявили, что планируют сделать Международный аэропорт Шанхай Пудун своей базой для 5 самолётов Airbus A380, однако информации от China Southern Airlines о создании хаба в аэропорту не было.

## Инфраструктура

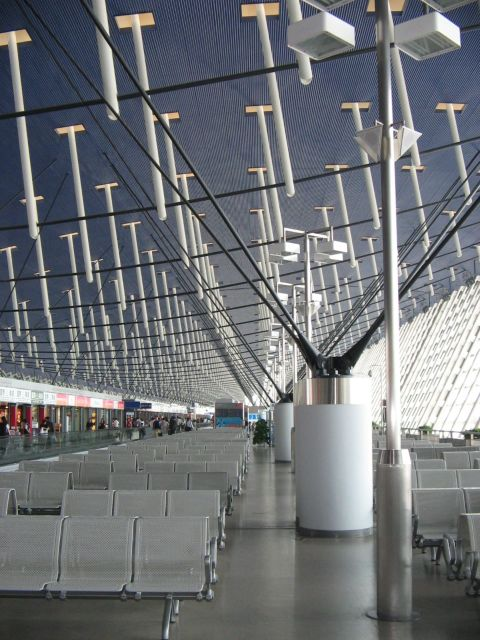
Посадочная галерея аэропорта, сентябрь 2004 г.

Аэропорт оборудован 28 мостовыми переходами и 127 стояночными местами. На данный момент функционируют две взлётно-посадочных полосы; 4000-метровая взлётно-посадочная полоса категории 4E и 3800-метровая взлётно-посадочная полоса категории 4F, способная принимать A380. Третья взлётно-посадочная полоса также будет иметь категорию 4F.
Терминал 1 был построен похожим на терминал Международного аэропорта Кансай, но короче и с 28 выходами, 13 из которых — двойные ворота для двухпалубных лайнеров. Внешний вид терминала волнообразный. Пропускная способность Терминала 1 — 20 млн пассажиров в год. В нём 204 стойки регистрации, 13 багажных лент, общая площадь — 280 000 м². Терминал 1 получил противоречивые оценки расположения магазинов, их цен, сложные расположения туалетов, эскалаторов и маршрутов внутри терминала.
Терминал 2, открытый 26-го марта, после введения в эксплуатацию третьей взлётно-посадочной полосы, увеличит пропускную способность аэропорта до 60 млн пассажиров и 4.2 млн тонн груза ежегодно. Терминал 2 построен аналогично 1-му терминалу, но имеет вид чайки, а не формы волны. Его размеры несколько больше, чем Терминала 1.

## Транспорт
Компания Transrapid построила линию поезда на магнитном подвесе от Международного аэропорта Пудун до станции метро Лунъянлу. Она была открыта в 2002 году. Максимальная скорость поезда составляет 431 км/ч, длина маршрута около 30 км.
Центр транспорта будет построен на 3-м этапе строительства и будет введён в эксплуатацию эксплуатационным в 2015 году.
«Зелёная» (вторая) линия метро соединяет аэропорт Пудун с аэропортом Хунцяо (требуется пересадка на станции Guanglan Road на противоположную сторону станции, первый поезд с Guanglan Road в сторону аэропорта следует в 07:30, прибывает в 07:57), эти работы были закончены к выставке Expo 2010.

## Галерея

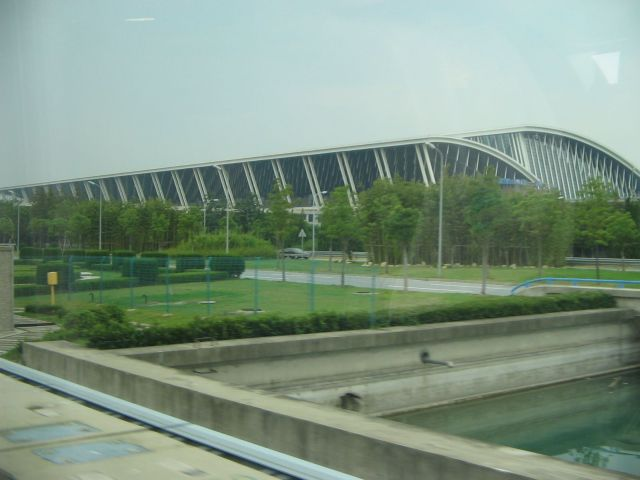
Экстерьер аэропорта
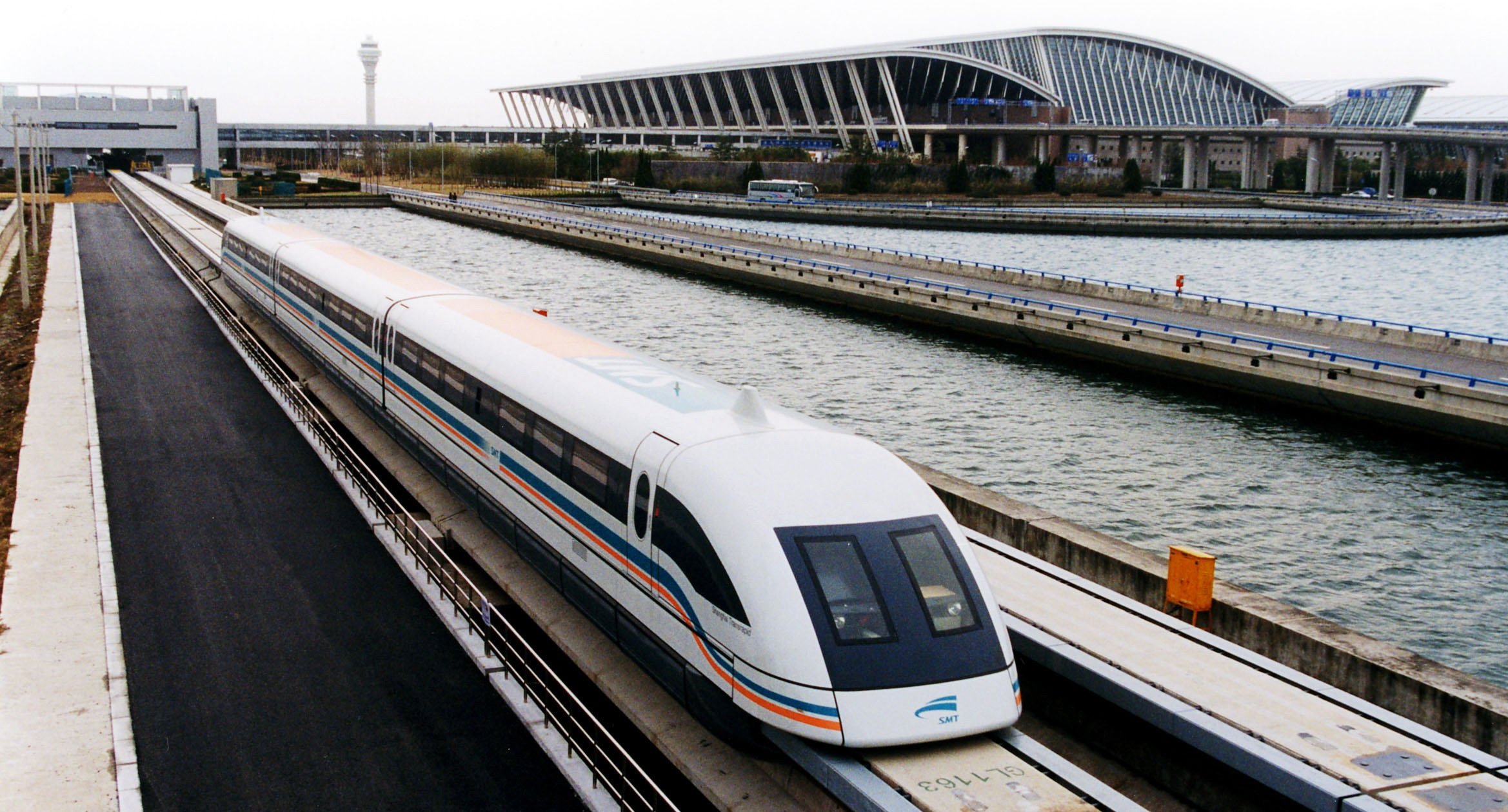
Прибытие поезда маглев
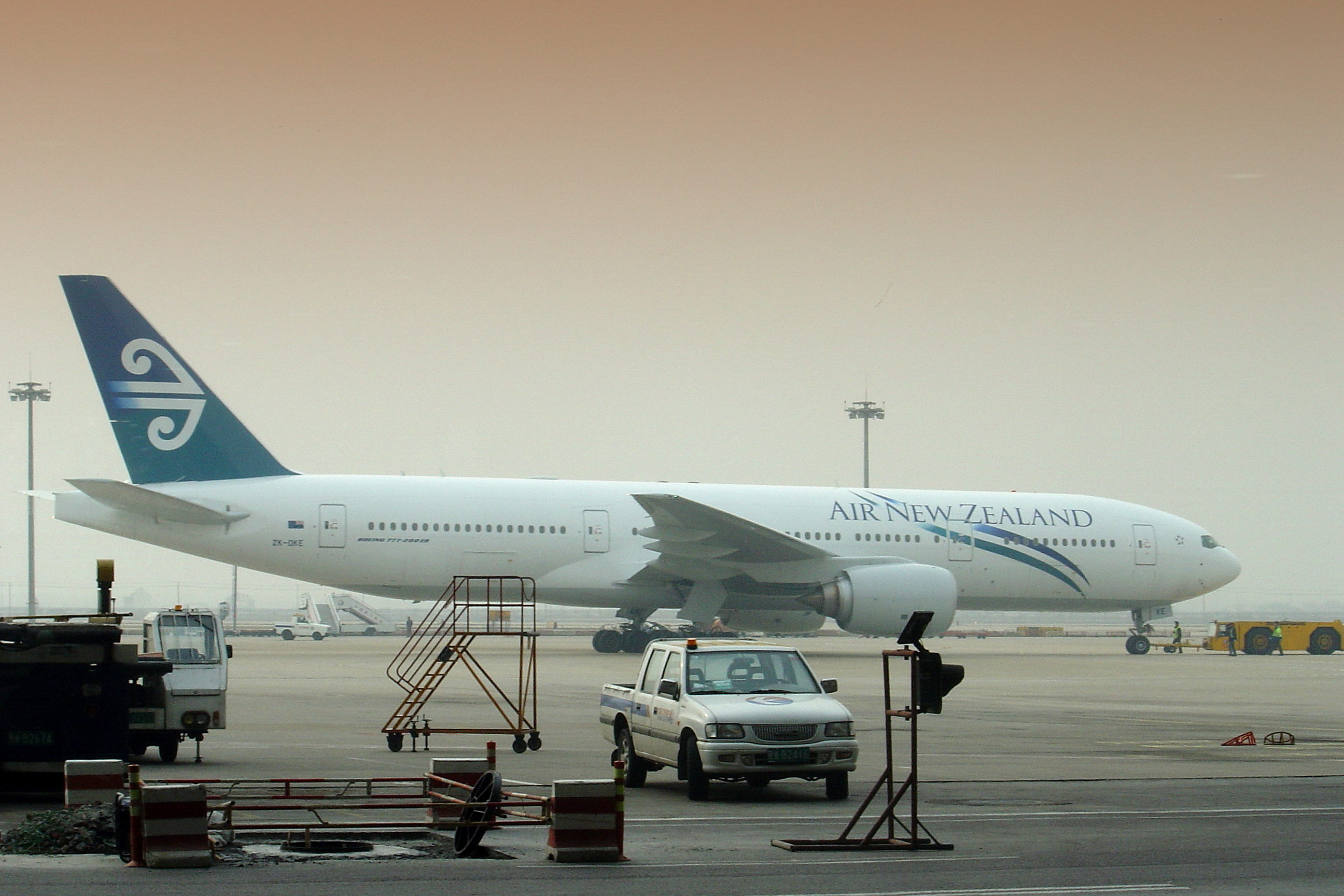
Boeing 777 авиакомпании Air New Zealand в Международном аэропорту Шанхай Пудун
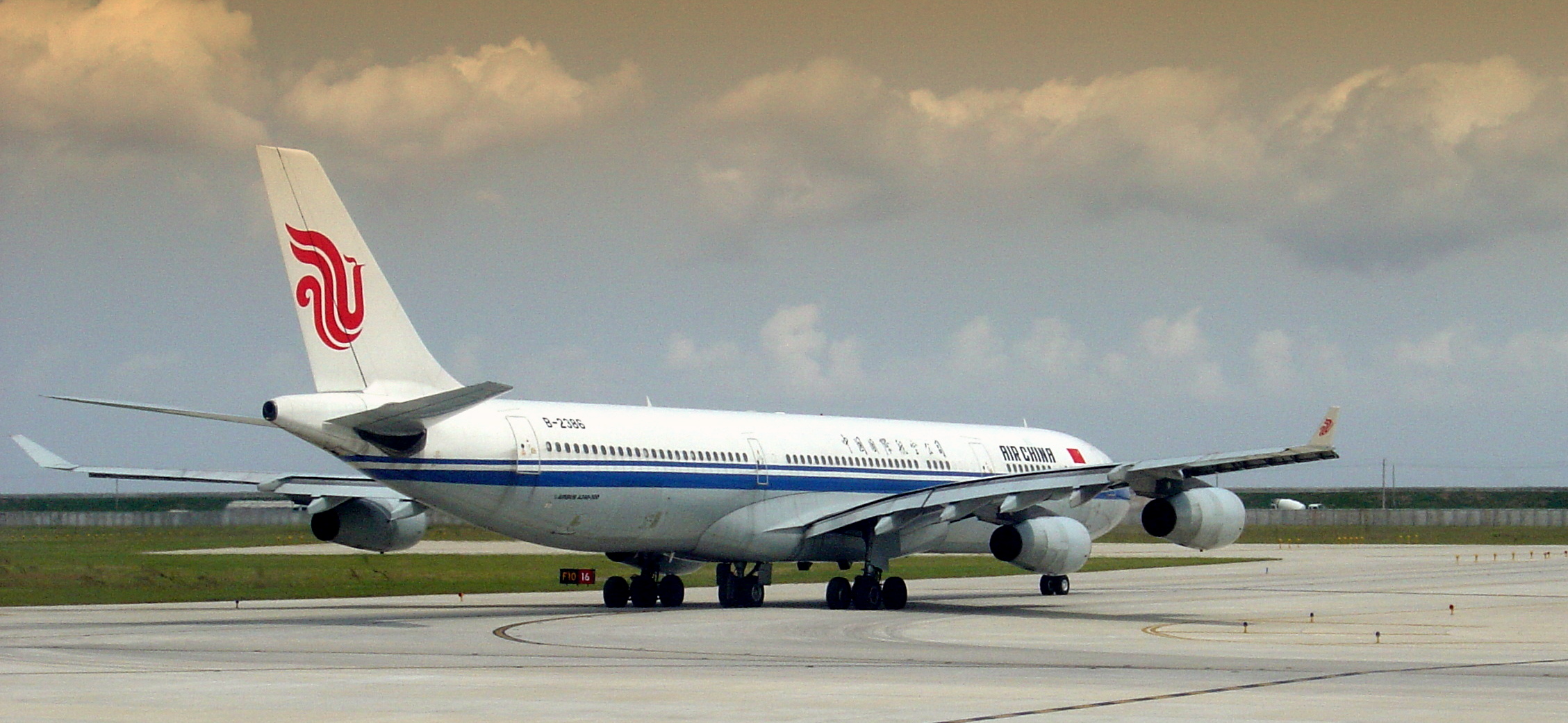
Airbus A340 Air China перед взлётом в Международном аэропорту Шанхай Пудун